# Max Kalcher

Max Kalcher (1938 oder früher)

Maximilian „Max“ Anton Kalcher (* 22. Juli 1911 in Deuchendorf bei Kapfenberg; † 27. April 1982 in Mödling) war ein österreichischer politischer Aktivist. Er wurde bekannt aufgrund seiner Mitwirkung an nationalsozialistischen Bombenattentaten gegen die österreichische Republik sowie als Reichstagsabgeordneter für die (NSDAP).

## Leben
Kalcher wurde als uneheliches Kind der Wirtschafterin Anna Kalcher (* 30. Jänner 1892 in Pötschach; † 9. Dezember 1965 in Kapfenberg) geboren. Seine Großeltern waren der Fabrikarbeiter Josef Kalcher und dessen Ehefrau Rosa, geborene Maurer. Kalcher behielt den Mädchennamen seiner Mutter auch nachdem seine Mutter im 1914 den Fabrikarbeiter Anton Krenner (* 17. Jänner 1882 in Schnabling bei Gutau; † 20. Juni 1947 in Kapfenberg) heiratete.
Nach dem Besuch der Volksschule, der Bürgerschule und der Gewerbeschule arbeitete Kalcher in wechselnden Berufen als Kellner, Schankbursche, Lohndiener oder Hilfsarbeiter. Bereits in seiner Jugend fiel Kalcher durch kriminelle Aktivitäten auf. So arbeitete er als 16-Jähriger unter anderem als Kellner im Bahnhofsrestaurant von Bruck an der Mur, wo er immer wieder kleinere Reise- und Taschendiebstähle verübte, ehe er Anfang des Jahres 1928 von der Gendarmerie verhaftet und dem Bezirksgericht Bruck an der Mur vorgeführt wurde.

### Teilnahme an den Februarkämpfen 1934
Im Februar 1934 nahm Kalcher an den bewaffneten Auseinandersetzungen, die zu dieser Zeit zwischen der autoritären österreichischen Regierung unter Engelbert Dollfuß und dem Republikanischen Schutzbund organisierten Kräften der Bevölkerung, die den auf die Errichtung eines diktatorischen Ständestaates abzielenden Kurs der Regierung ablehnten, teil (sogenannte Februarkämpfe 1934). Die Kämpfe begannen in der Stadt Linz, breiteten sich rasch in den ländlichen Raum aus (unter anderem wurde auch Kapfenberg von ihnen erfasst) und eskalierten, als die sozialdemokratische Arbeiterpartei in Wien den Generalstreik ausrief und den Schutzbund landesweit alarmierte.
Kalcher gehörte zu dem Zeitpunkt, als die Kämpfe begannen, politisch eigentlich dem rechtsgerichteten Steirischen Heimatschutz unter Walter Pfrimer an. Aus Ablehnung der Regierung stellten er und mindestens acht weitere Männer seiner lokalen Heimatschutzgruppe sich nach Ausbruch der Unruhen jedoch dem Schutzbund, konkret der lokalen Schutzbundgruppe in Hafendorf, zur Verfügung. Die Hafendorfer Schutzbundgruppe erhielt nach ihrer Alarmierung zu Beginn der Kämpfe den Befehl, nach Kapfenberg zu marschieren, um in die dortigen Kämpfe einzugreifen.
Ein Teil der Hafendorfer Schutzbündler wurde in Kapfenberg gegen die dortigen Vertreter der Staatsmacht eingesetzt, indem die Männer unter anderem den lokalen Gendarmerieposten belagerten und beschossen. Eine andere Gruppe rückte derweil weiter nach Bruck/Mur vor. Die Belagerer des Kapfenberger Gendarmeriepostens waren so schwer bewaffnet, dass erst der Eingriff einer mit Artilleriegeschützen bewaffneten Einheit des österreichischen Bundesheeres ihr ein Ende machen und die Schutzbündler zum Abzug zwingen konnte. Späteren Feststellungen zufolge waren von den Belagerern über 4000 Schuss auf den Gendarmerieposten abgegeben und zumindest drei Personen verletzt worden.
Nach dem Zusammenbruch des Putsches kehrten einige der Männer, die nach Kapfenberg marschiert waren, wieder nach Hause zurück, während andere sich Koloman Wallisch anschlossen, der die Absicht hatte, über den Eisenpass und den Laufnitzgraben weiter nach Süden vorzudringen. Aufgrund des starken Schneeaufkommens auf dem Pass löste sich aber auch diese Gruppe allmählich auf und kehrte heim.
Im Juni 1934 wurde Kalcher aufgrund seiner Teilnahme an den Februarkämpfen zusammen mit acht weiteren Schutzbündlern (darunter Johann Brandl) in einem Prozess vor dem Kreisgericht Leoben wegen des Vorwurfs des Hochverrats angeklagt. Kalcher und die meisten seiner Mitangeklagten waren bezeichnenderweise bereits wegen anderer Delikte vorbestraft. Kalcher gab den amtlich festgestellten Sachverhalt der Kapfenberger Vorgänge in seiner Vernehmung zu, erklärte aber „von nichts zu wissen [?] und [...] [wie andere] nur aus Neugierde dabeigewesen zu sein“. Am Ende des Prozesses (5. Juni 1934) war Kalcher einer von nur zwei der neun Angeklagten, die freigesprochen wurden.

### Bombenattentat in Kapfenberg
In der Nacht vom 23. zum 24. Juni 1934 ereignete sich in der Gemeinde Kapfenberg ein Sprengstoffanschlag: Im Pfarrhof der Gemeinde wurde eine Bombe gezündet. Bei diesem Anschlag wurde der Stadtkaplan Franz Eibel tödlich verletzt. Nachdem die Behörden sich zunächst unschlüssig waren, ob die Täter in den Reihen der Nationalsozialisten oder der Sozialdemokraten zu suchen seien, stellten sie sich schnell auf den Standpunkt, dass Max Kalcher, der damals in einem Gasthaus arbeitete, den sie den Nationalsozialisten zurechneten, der Bombenleger war.
Kalcher wurde im Juli 1934 in Haft genommen, nachdem mehrere Personen erklärten, dass er ihnen gegenüber geäußert hatte, dass er an kürzlich erfolgten Sprengstoffanschlägen beteiligt gewesen sei. Unter anderem behauptete ein Arbeitskollege von Kalcher namens Reff, dass dieser ihm gegenüber gestanden habe, dass er den Anschlag von Kapfenberg begangen hatte. Außerdem soll er sich über weitere Anschlagspläne geäußert und Reff um eine Alibi und Unterkunft ersucht haben. Reff zufolge soll Kalcher sich selbst sogar als den „Terrorführer von Kapfenberg“ bezeichnet haben. Die Behörden behaupteten, dass Kalcher zum Zeitpunkt seiner Verhaftung geplant hätte, in der Nacht vom 20. auf den 21. Juli einen Anschlag auf den Gendarmerieposten in Hafendorf auszuführen.
Presseberichten zufolge war Reff es auch, der Kalcher der Polizei übergab. Durchsuchungen seiner Wohnungen sollen eine Sprengröhre und eine Pistole zutage gefördert haben. Als mutmaßlicher Helfer von Kalcher wurde der Schmiedegehilfe Karl Stromberger festgenommen. Dieser wurde verdächtigt, Kalcher zu den angeblich von ihm begangenen Sprengstoffanschlägen verleitet und ihm die Schusswaffe und den Sprengstoff besorgt zu haben. Die Verhaftung der beiden fand nach Ablauf der in der Sprengstoffverordnung festgesetzten Schutzfrist statt.
Als Kalcher im September 1934 wegen des Vorwurfes, dass er den Anschlag in Kapfenberg begangen hätte, vor Gericht gestellt, wurde stritt er jedoch jede Beteiligung an der Tat ab. Er behauptete, dass seine ihm vorgehaltenen Selbstbezichtigungen gegenüber Dritten wegen dieser Tat, die diese den Behörden mitgeteilt hatten, Falschbehauptungen gewesen seien. Er hätte sich bloß ein wenig wichtig machen wollen, indem er sich vor Bekannten als Täter der dramatischen Anschläge hinstellte, obwohl er in Wirklichkeit mit diesen gar nicht zu tun hatte. Zu seinem politischen Standort erklärte Kalcher vor Gericht, dass er zwar der Sturmabteilung (SA) angehören würde, aber kein radikaler Nationalsozialist sei.

### Zweifaches Todesurteil und Begnadigung
Am 20. September 1934 wurden Kalcher und Stromberger wegen Verstoßes gegen das Sprengmittelgesetz zum Tode durch den Strang verurteilt.
Kalcher legte eine Nichtigkeitsbeschwerde gegen das Urteil ein, die von einem untergeordneten Gericht angenommen, dann aber vom Obersten Gerichtshof verworfen worden wurde. In einem Neuverfahren [?] wurde er dann am 24. Januar 1935 von einem Schwurgericht in Leoben abermals zum Tode verurteilt.
Während der Bundespräsident Strombergers Strafe bereits im Dezember 1934 von der Todesstrafe auf 20 Jahre schweren Kerker reduziert hatte, hatte er sich in Kalchers Fall entschieden, mit der Entscheidung über die Vollstreckung des Todesurteiles abzuwarten, bis nachdem das Kreisgericht Leoben eine rechtskräftige Entscheidung über den von seinen Verteidigern eingereichten Wiederaufnahmeantrag gefällt haben würde. Anfang März 1935, nach dem Abschluss des Wiederaufnahmeverfahrens, setzte der Bundespräsident Kalchers Strafe ebenfalls auf zwanzig Jahre schwerem Kerkers herab. Ausschlaggebend hierfür war wahrscheinlich, dass die zuständige Staatsanwaltschaft erklärt hatte, die Einstellung bzw. den Abbruch des Strafverfahrens gegen Kalcher wegen des Anschlags auf den Kapfenberger Pfarrhof aufgrund der Sachlage für angemessen zu halten.

### Annexion Österreichs und Kriegsjahre
Nach dem Anschluss Österreichs an das Deutsche Reich im März 1938 wurde Kalcher mit einer auf drei Jahre ausgesetzten Bewährungsfrist frühzeitig aus der Haft entlassen. Kurz danach beantragte er am 19. Mai 1938 die Aufnahme in die NSDAP und wurde rückwirkend zum 1. Mai desselben Jahres aufgenommen (Mitgliedsnummer 6.135.447). Er wurde außerdem Mitglied der Sturmabteilung (SA), der er als einfacher SA-Sturmmann angehörte. Einem nach dem Zweiten Weltkrieg erschienen Artikel in der Obersteirischen Zeitung zufolge erhielt er außerdem von der NSDAP für seine ihm als Verdienste angerechneten Aktivitäten gegen die Regierungen Dollfuß und Schuschnigg während der Jahre von 1934 bis 1938 den Blutorden der NSDAP und eine Wiedergutmachung für seine erlittene Haft in Höhe von 4000 Reichsmark zugesprochen.
Anlässlich der Reichstagswahl 1938 wurde er als Vertreter des Landes Österreich in den Reichstag gewählt. Dieser war zu jener Zeit politisch längst entmachtet und zu einem reinen Akklamationsorgan herabgesunken.
Kalcher schied bereits am 18. Januar 1939 wieder aus dem Reichstag aus. Grund hierfür war, das der 1938 zum Reichskommissar für die Eingliederung Österreichs in das Deutsche Reich ernannte Gauleiter der Pfalz, Josef Bürckel, darauf aufmerksam gemacht worden war, dass Kalcher zwischen 1927 und 1933 vier Mal wegen Diebstahl bestraft worden war, also vierfach aus nicht-politischen Gründen vorbestraft war, weshalb Bürckel beantragt hatte, Kalcher als unwürdig für die Repräsentationsstellung eines Abgeordneten aus dem Reichstag zu entfernen, woraufhin Kalcher aus der Reichstagsfraktion der NSDAP (der einzigen Fraktion im Reichstag) ausgeschlossen worden war, was den Verlust seines Mandates nach sich zog.
Über das Leben Kalchers während der Kriegsjahre ist nur wenig bekannt.

### Nachkriegszeit
Im Februar 1948 wurde Kalcher erneut wegen seiner Aktivitäten in der illegalen NS-Bewegung in Österreich vor Gericht gestellt. Ihm wurden strafbare Taten nach dem Verbotsgesetz zur Last gelegt. Er wurde noch einmal schuldig gesprochen, bekam aber keine zusätzlichen Strafen auferlegt.
Anschließend lebte Kalcher als Privatmann in Österreich, zuletzt in Wiener Neudorf. Er starb am 27. April 1982 LKH Mödling an den Folgen eines Lungenkarzinoms und an Kachexie. Er wurde am 5. Mai 1982 am Friedhof der Marktgemeinde Wiener Neudorf im Grab der Eltern seiner Ehefrau (Grab A 131) beigesetzt. Nach dem Auslaufen der Grabstelle im Jahr 2015 wurden Kalchers sterbliche Überreste in das Schachtgrab M 94 des Friedhofs überführt.

## Ehe und Familie
Kalcher war seit dem 2. September 1939 mit Anna Schneider verheiratet (* 21. Mai 1912; † 19. Dezember 1997).

## Archivische Überlieferung
Im Bundesarchiv Berlin wird eine Akte des Reichsjustizministeriums über Kalcher verwahrt, die Unterlagen des Kreisgerichts Leoben zu in den Jahren 1928 bis 1935 wegen Diebstahl und Verbrechen gegen das Sprengstoffgesetz gegen ihn geführten Strafprozessen enthält (R 3001/132275).